# Міхельбах-ан-дер-Більц
Міхельбах-ан-дер-Більц (нім. Michelbach an der Bilz) — громада в Німеччині, знаходиться в землі Баден-Вюртемберг. Підпорядковується адміністративному округу Штутгарт. Входить до складу району Швебіш-Галль.
Площа — 17,69 км2. Населення становить 3519 ос. (станом на 31 грудня 2020).